# Хроники Хуаду: Лезвие розы
«Хроники Хуаду: Лезвие розы» (кит. 千機變 II – 花都大戰) — гонконгско-китайский приключенческий комедийный фэнтези-боевик 2004 года режиссёров Патрика Луна и Кори Юэня. Актёрский дебют Джейси Чана, сына Джеки Чана, исполнившего в фильме небольшую роль.

## Сюжет
Все события разворачиваются в параллельной реальности под названием «Хуаду», где мужчины находятся под властью женщин. Однажды появляется пророчество, которое гласит, что появится мальчик, который положит конец правлению царствующей императрицы. Та, в свою очередь, приказывает убить всех детей, похожих на ребёнка из пророчества. В это время скромный юноша Чар вместе со своим братом отправляется в необыкновенное путешествие с женщинами-воительницами. Им предстоит найти таинственные сокровища и победить Повелителя Брони.

## В ролях
| Актёр           | Роль                     |
| --------------- | ------------------------ |
| Чарлин Чой      | 13-й мастер              |
| Джиллиан Чун    | Синяя птица              |
| Ин Цю           | королева Я Гэ            |
| Джейси Чан      | Угольная голова          |
| Чэн Болин       | Болван                   |
| Тони Люн Ка-фай | Мастер Блэквуд           |
| Донни Йен       | генерал Лоун             |
| Дэниел Ву       | верховный жрец Вей Лияо  |
| Бинбин Фань     | Красный коршун           |
| Джеки Чан       | Повелитель Брони (камео) |

Источник:

## Релиз
Фильм вышел в гонконгский прокат 12 августа 2004 года. В России премьера картины состоялась 8 сентября 2005 года. Мировые сборы ленты составили $2 481 929.

## Критика
Джим МакЛеннан из Girls With Guns охарактеризовал фильм как «лыжные гонки; начинается с подъёма, быстро спускается вниз». Он похвалил первые 15 минут картины, однако дальше, по его мнению, «фильм стремительно разваливается на части».
Джей Вейссберг из Variety назвал актёрскую игру в картине «в основном сносной», но подверг критике вторичный сюжет, а также визуальные эффекты. Он посчитал, что «чрезмерная зависимость от анимационных эффектов в сценах сражений придаёт фильму мультяшный вид, из-за чего поклонники боевиков будут зевать».
Майк Рекорд из MikeandLor в своей рецензии похвалил Чарлину Чой и Джиллиану Чун, которые «очень привлекательны в роли сильных духом главных героинь», и отметил, что за их любовными историями «приятно и интересно наблюдать». В то же время Рекорд заявил, что «сюжет — это бессвязная мешанина» и что «довольно сложно понять, что же на самом деле происходит».
Эндрю Сароч из Far East Films в своей рецензии на фильм написал: «„Эффект близнецов 2“ явно был снят с удовольствием, и в нём есть несколько многообещающих моментов, в том числе главная музыкальная тема», однако заключил, что «„Эффект близнецов 2“ слишком обычен, чтобы оправдать свой бюджет». Сароч раскритиковал экшн-сцены, в том числе сражение персонажей Джеки Чана и Донни Йена — «не хватает размаха; слишком много трюков с камерой и недостаточно внимания к их реальным способностям», заявил он.

## Номинации
Фильм был номинирован на Hong Kong Film Award в четырёх категориях: «Лучшая новая звезда» (Джейси Чан), «Лучший дизайн костюмов и грима» (Ли Пик Кван), «Лучшая экшн-хореография» (Кори Юэнь) и «Лучшие визуальные эффекты» (Виктор Вонг, Эдди Вонг и Эмиль Йи), однако не одержал победы ни в одной.